# Universitat de Birmingham
La Universitat de Birmingham, en anglès i oficialment University of Birmingham, és una universitat pública de recerca situada a Edgbaston, Birmingham, al Regne Unit.
Va ser fundada el 24 de març de 1900, quan va rebre la seva carta real per Victòria I del Regne Unit, com a successora del Queen's College, Birmingham, fundat el 1825 com a Escola de Medicina i Cirurgia de Birmingham, i el Mason Science College, establert el 1875 per Sir Josiah Mason. És membre fundador tant del Grup Russell d'universitats de recerca britàniques com de la xarxa internacional d'universitats de recerca. És la universitat més gran de la metròpoli anglesa Birmingham i també una de les més grans de tota Anglaterra.
Hi ha una torre de rellotge molt famós qui es diu 'Joseph Chamberlain Memorial Clock', però és més conegut pel seu sobrenom 'Old Joe'. És famós per seu statut com la torra de rolletge independent més gran en el món.